# Loung
Loung est un village de la région de l'Ouest au Cameroun situé dans le département de la Menoua, arrondissement de Fongo-Tongo. Il appartient au groupement Fongo-Tongo. 
Il est limité à l'est par Balevounli.
Loung abrite l'une des nombreuses grottes sacrées des hautes terres de l'ouest du Cameroun.

## Population
Lors du recensement de 2005, on y a dénombré 603 habitants.